# 63rd Drive–Rego Park (línea Queens Boulevard)
63rd Drive–Rego Park (algunas veces llamada Woodhaven Boulevard – Slattery Plaza) es una estación en la línea Queens Boulevard del Metro de Nueva York de la División B del Independent Subway System (IND). La estación se encuentra localizada en Rego Park, Queens entre 63rd Drive y Queens Boulevard. La estación es servida en varios horarios por diferentes trenes del servicio ,  y .